# Similkameen
Similkameen (Smelkameen, Sa-milk-a-nuigh, Similikameen, Smilkameen, Chitwout Indians), lokalni naziv za nekoliko bandi Okanagan Indijanaca s istoimene rijeke, pritoke Okanagana u Britanskoj Kolumbiji, Kanada. Sastoje se od 3 bande:
- Upper Similkameen sa selima:
  - Ntkaihelok (Ntkai'xelôx), nedaleko Princetona, sjeverna strana rijeke Similkameen.
  - Snazaist (Snäzäi'st), sjeverna obala rijeke Similkameen.
  - Tcutcuwiha (Tcutcuwî'xa) ili Tcutcawiha (Tcutcawi'xa), sjeverna strana Similkameena.

- Ashnola sa selima:
  - Ashnola (Acnu'lôx), južna obala Similkameena River, kod ušća Ashnola Creeka.
  - Nsrepus (Nsre'pus) ili Skanek, .sa'nEx, blizu Ashnole, ali na sjevernoj strani Similkameen Rivera.

- Lower Similkameen sa selima:
  - KekerEmyeaus (KekerEmye'aus), Similkameen.
  - Keremyeus (KerEmye'us), sjeverna obala Similkameen Rivera, blizu Keremeosa.
  - Nkura-elok (Nkurae'lôx), južna obala Similkameen Rivera.
  - Ntleuktan (Ntleuxta'n), južna strana Similkameen River, nasuprot Skemkaina.
  - Skemkain (Skemquai'n), nedaleko sela Nkuraelok.
  - Smelalok (Smela'lox), južna obala Similkameen River.

Sela Similkameen Indijanaca u Washingtonu: Hepulok (Xe'pulôx);  Konkonetp (Ko'nkonetp), blizu ušća Similkameen Rivera; Kwahalos (Kwaxalo's); Naslitok (Na.sli'tok); Skwa'nnt; Tsakeiskenemuk (Tsakei'sxEnEmux); Tseltsalo's.